# Amorgo
Amorgos (in greco Αμοργός?, Amorgós) è l'isola più orientale dell'arcipelago delle Cicladi, nonché quella più vicina all'arcipelago del Dodecaneso, situata a sud-est di Nasso a 138 miglia marine (256 km) dal Pireo. Il comune di Amorgos occupa l'isola ed alcuni isolotti vicini, il più grande dei quali è l'isola di Nikouria (disabitata), Amorgos ha una superficie di 126,346 -km² e una popolazione di 1973 -abitanti.

## Geografia fisica
L'isola di Amorgos si trova a circa 30 km a sud-est di Nasso e a 33 km. ad est di Io. Amorgos, la più orientale delle Cicladi, dista solo 19 km da Cinaro e 41 da Stampalia. La collocazione di Amorgos, di fronte alle coste ed alle città dell'antica Ionia come Mileto, Alicarnasso ed Efeso, ha fatto in modo che l'isola diventasse uno dei primi luoghi toccati dagli Ioni quando si recavano sulla Grecia continentale.
Di fronte alla costa nord-occidentale di Amorgos sorgono alcune isole disabitate, la cui superficie totale misura meno di 5 km²: Nikouria, la più grande, che si eleva fino a 346 m. di altezza, Gramvousa, Grambonisi, Petalidi e Psalida.
La lunghezza di costa di Amorgos misura 112 km; la lunghezza massima dell'isola è di circa 33 km e la larghezza varia da un massimo di 6,5 km ad un minimo di 1,9 km. La superficie totale della sola isola di Amorgos, la settima delle Cicladi in grandezza, è di 121464 -km². Amorgos è attraversata per tutta la sua lunghezza da una catena montuosa che culmina con il monte Krikelo, situato ad est di Egiali, che misura 823 m. Nel mezzo dell'isola il monte più alto è il Profeta Elia, con 698 m, e nel sud il Korakas, con 530 m.
L'isola ha due porti, entrambi sulla costa nord-occidentale: Katapola, ad ovest, e Egiali ad est; mentre la costa meridionale è alta e scoscesa, quella nord-occidentale ha varie piccole baie con spiagge sabbiose. La pianura costiera di Egiali è formata da depositi alluvionali ed è dedita alla coltura dell'olivo, mentre a sud-ovest, nell'entroterra, si trova l'altopiano di Kolofana e Kalotaritissa, in cui si coltivano cereali e foraggio.
L'isola è molto arida: Omero la definisce un'"isola nuda" e tuttora necessita di importare acqua dalla terraferma, in quanto sono presenti solo piccole fonti che spesso si seccano durante il periodo estivo: le due più importanti sono vicine a Chora e a Katapola. Tuttavia sono presenti delle rovine di mulini ad acqua, che suggeriscono un'abbondanza di acqua nell'antichità. L'isola ha alcuni torrenti, che si riempiono d'acqua solo in inverno: l'Arklos a nord e il Kato Fylladi vicino a Chora, che sfocia presso Katapola. Nonostante questa scarsità d'acqua il terreno si presta molto bene alla coltivazione dell'olivo e della vite. Oltre a ciò sull'isola crescono spontaneamente molte erbe selvatiche come l'origano greco.

## Storia

### Età cicladica

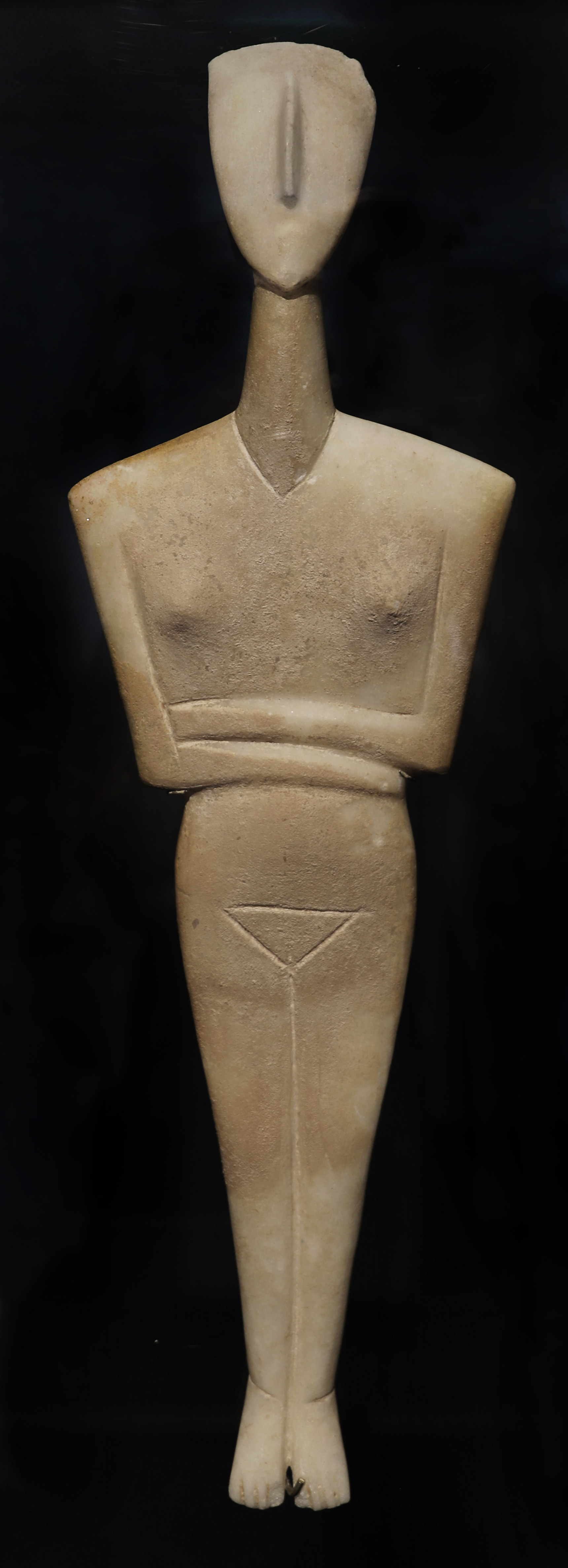
Statuetta Dokathismata (2800-2300 a.C.)

L'isola, abitata sin dal Neolitico, vide il massimo splendore nel periodo cicladico, quando erano presenti quasi una dozzina di centri abitati separati dotati di acropoli con palazzi e necropoli. Da Amorgo provengono numerose statuette di questo periodo, nel cosiddetto "stile Dokathismata", rinvenute nei cimiteri ad Agia Paraskevi, Agios Pavlos, Dokathismata, Kapros, Kapsala, Nikouria e Stavros.
Le statuette di Kapsala, databili intorno al 2700 a.C., prendono il nome dal luogo di Amorgo dove furono trovate. Queste tendono ad avere proporzioni snelle e allungate; in un primo momento le caratteristiche anatomiche come le braccia erano modellate tridimensionalmente, in seguito gli scultori preferirono rendere questi tratti con linee incise.
Le statuette di Dokathismata sono più tarde in quanto risalgono al 2400-2100 a.C. Rispetto alle statuette nello stile Spedos, il tipo più comune e famoso di statuette dalle forme finemente modellate e un po' arrotondate, le statuette Dokathismata tendono ad avere una silhouette più snella e a volte spigolosa.

### Età arcaica
Nel periodo arcaico, l'isola ospitò ben tre poleis indipendenti, che avevano diverse leggi ma usavano la stessa moneta: Egiali al nord, Minoa al centro (queste due ospitavano una consistente comunità di milesi) e Arcesine al sud. I maggiori monumenti antichi sono le grandi e poderose mura che circondano la città di Arcesine, le antiche torri i cui resti sono sparsi in tutta l'isola, le antiche tombe, gli strumenti di pietra, le iscrizioni e i vasi.
Nel 630 a.C. circa il poeta Semonide favorì la fondazione di una colonia di Samo ad Amorgo, facendo cadere l'isola sotto il controllo di Samo. Alcune fonti antiche ritengono Semonide originario proprio di Amorgo, in particolare di Minoa.

### Età classica
Amorgos quindi entrò nella lega Delio-Attica, per poi venire assoggettata dai Tolomei.
In questo periodo l'isola fu famosa per le vesti in lino prodotte, molto fini e quasi trasparenti, tinte di rosso grazie ad una specie di licheni che crescono sull'isola e portanti il nome di Amorgo (erano chiamate infatti amórghina o amorghídes). Nel 322, nella battaglia di Amorgos, la flotta ateniese fu sconfitta da quella macedone. Durante la guerra dei Diadochi l'isola perse l'indipendenza, per riottenerla solo nel 200 a.C. circa sotto la protezione di Rodi.
Oltre ad Egiali, Minoa ed Arkesini, dalle iscrizioni rinvenute nell'isola si evince la presenza di altri insediamenti. Uno di questi potrebbe essere stato Melania.

### Età romana
In età romana Amorgos ospitò molti esuli e confinati politici. Nell'età paleocristiana gli insediamenti nell'interno vennero abbandonati e la popolazione si concentrò sulle coste.

### Età medioevale

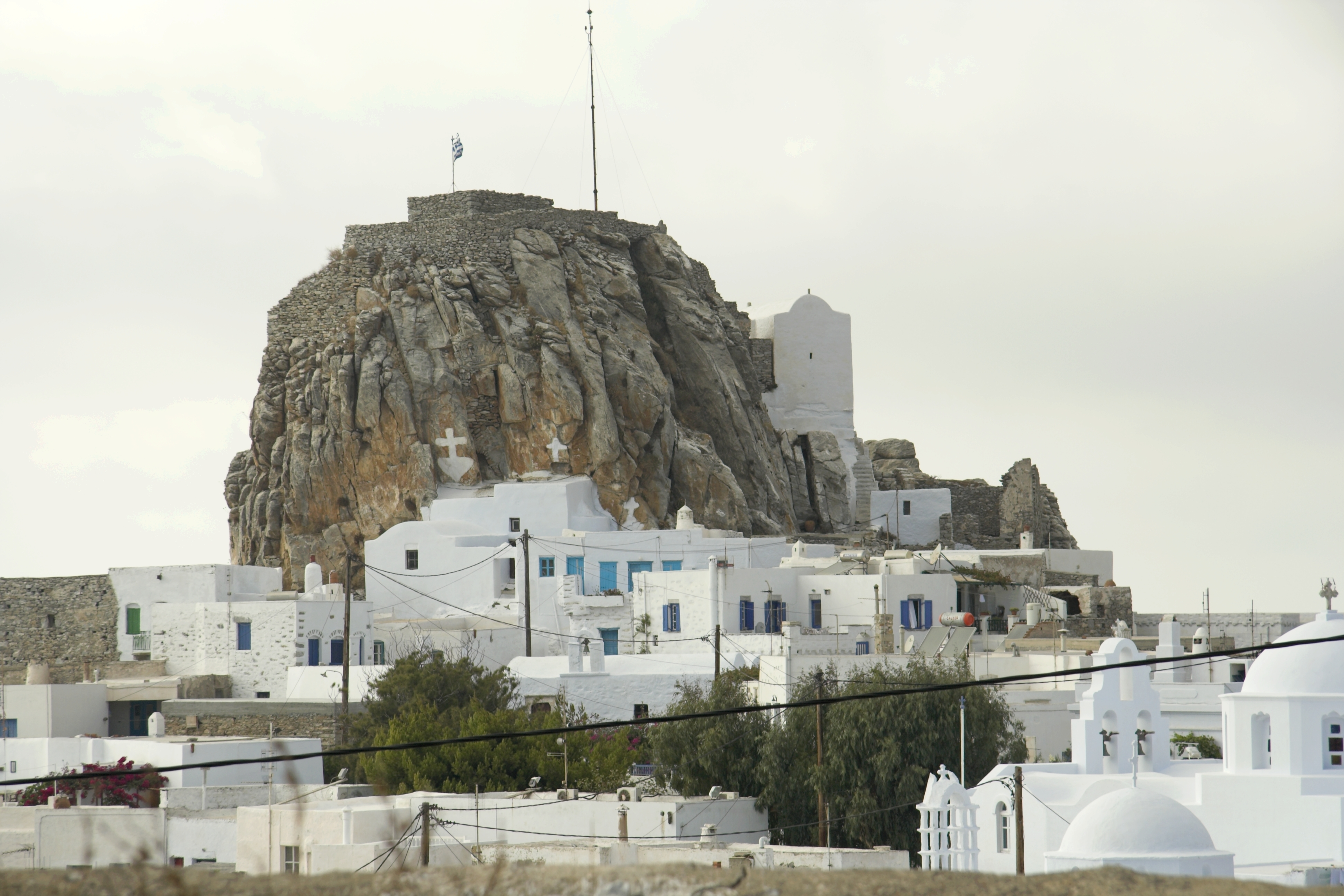
Il castello medioevale di Chora

L'isola venne conquistata dai pirati e rimase deserta fino all'XI secolo, quando venne fondato il monastero di Panagia Hozoviotissa. Nel 1207, dopo la quarta crociata, venne annessa da Marco Sanudo al ducato di Nasso. Nel 1250 l'imperatore bizantino Giovanni III Vatatze la sottrasse ad Angelo Sanudo e la donò al veneziano Geremia Ghisi, parente dei Sanudo, che ripopolò l'isola e costruì la rocca veneziana di Kastro per difendersi contro i pirati.
Nel 1269 l'isola fu riconquistata dai bizantini, e nel 1276 di nuovo dal corsaro Licario per conto di Michele VIII Paleologo; quindi l'isola venne ripresa dai Ghisi e nel 1303 figurò nella pace tra i Veneziani e l'imperatore Andronico II Paleologo, che ne garantì il possesso ai Ghisi. Nel 1309 tuttavia l'isola cadde sotto il controllo di Guglielmo I di Nasso. Nel 1419 un trattato tra gli ottomani e i veneziani sancì il controllo di questi ultimi sull'isola. Nel 1446 Giovanni Querini, conte di Stampalia, acquistò l'isola dai Ghisi e dal Senato veneziano, che ne possedeva un quarto.

### Età moderna e contemporanea
Nel 1537 Khayr al-Din Barbarossa, sultano turco, conquistò l'isola, che rimase sotto il dominio ottomano fino al 1832, quando venne annessa al regno di Grecia. Nel 1797 fu devastata dai pirati Manioti. Durante le guerre russo-turche l'isola fu occupata dalla flotta turca.
L'isola fu nuovamente usata come luogo di esilio durante il governo di Venizelos nel 1917, nel 1930 e durante la dittatura dei colonnelli nel 1967-1974.
Il 9 luglio 1956 un forte terremoto (7,5 gradi della scala Richter) ed un conseguente tsunami con onde alte circa 20 metri provocarono la morte di 53 persone.

## Amministrazione
Dal punto di vista amministrativo l'isola costituisce un comune nella periferia dell'Egeo Meridionale (unità periferica di Nasso). Il territorio comunale comprende, oltre all'isola omonima, anche numerose isolotti disabitati nella vicinanze tra cui l'isola di Nikouria.
Il comune è suddiviso nelle seguenti comunità:
| Comunità | Nome in greco                        | Superficie (km²) | Abitanti (2011) | Abitati ed isole                                                                                       |
| -------- | ------------------------------------ | ---------------- | --------------- | --- |
| Amorgos  | Τοπική Κοινότητα Αμοργού             | 38,009           | 409             | Chora, Grambonisi, Kastelopetra, Nikouria                                                              |
| Egiali   | Τοπική Κοινότητα Αιγιάλης            | 30,969           | 514             | Egiali, Agios Pavlos, Ormos Egialis, Potamos                                                           |
| Arkesini | Τοπική Κοινότητα Αρκεσίνης           | 21,020           | 179             | Arkesini, Gramvousa, Kalotaritissa, Kalofana, Mavri Myti, Rachoula, Felouka, Psalida                   |
| Vroutsis | Τοπική Κοινότητα Βρούτση             | 10,799           | 87              | Vroutsis, Kamari                                                                                       |
| Tholaria | Τοπική Κοινότητα Θολαρίων            | 14,577           | 189             | Tholaria, Paralia Tholarion                                                                            |
| Katapola | Τοπική Κοινότητα Καταπόλων (Αμοργού) | 10,972           | 595             | Katapola, Ano Andikeri, Kato Andikeri, Lefkes, Nera, Xylokeratidi, Pera Pachidi, Pachidi, Christoulaki |

## Monumenti

### Monastero di Panagia Hozoviotissa

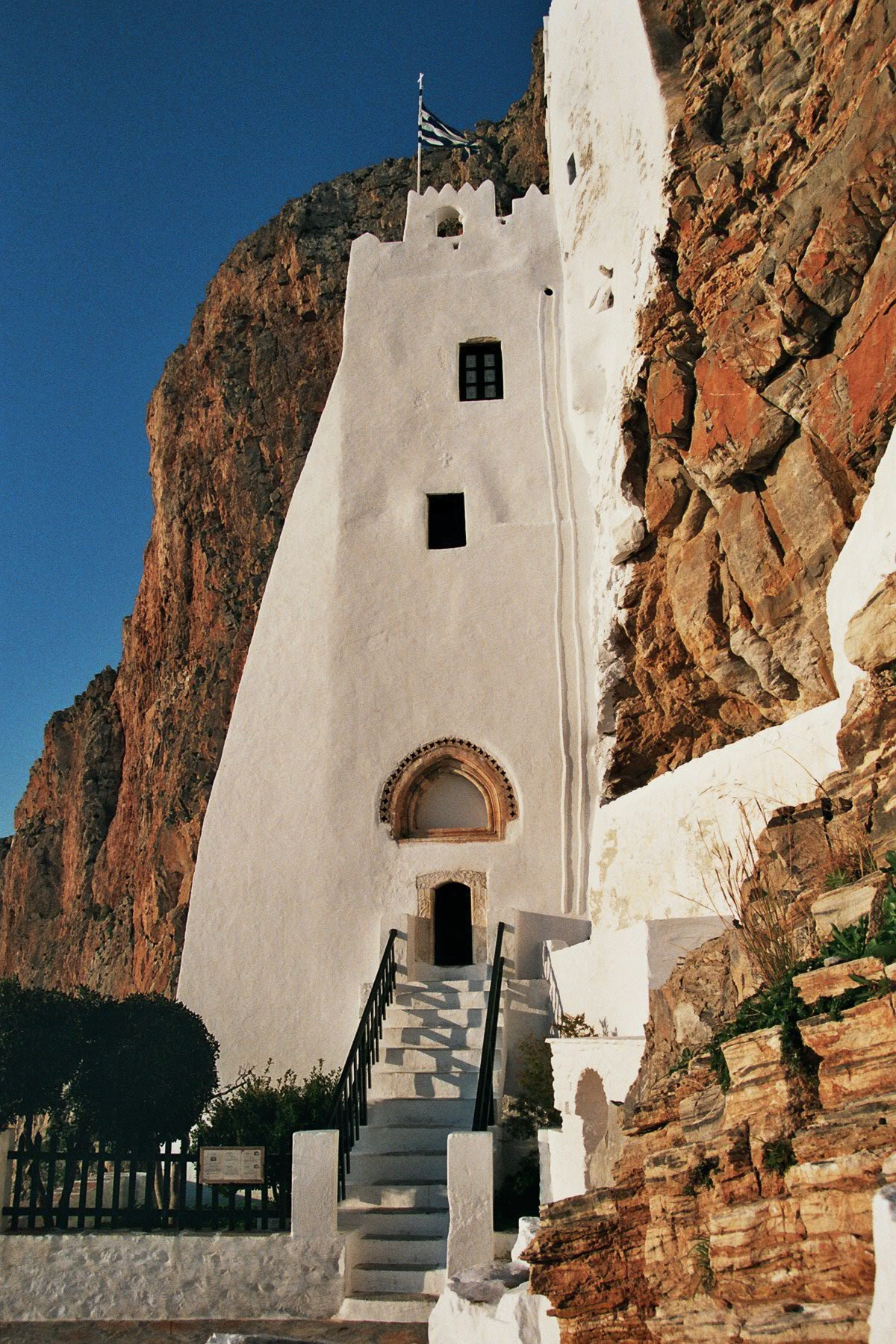
L'entrata del monastero

Il monastero di Panagia Hozoviotissa (in greco Παναγία Χοζοβιώτισσα?, Panaghía Hozoviótissa o Chozoviótissa), risalente all'XI secolo, si trova in una zona impervia a strapiombo sul mare sul lato sud dell'isola. L'edificio, dai muri imbiancati a calce, è praticamente invisibile se non da una barca o dall'inizio della lunga e ripida scalinata di accesso. Non ci sono documenti ufficiali circa la sua fondazione ma si racconta che sia stato fondato, o per lo meno restaurato, dall'imperatore Alessio I Comneno nel 1088. Fu costruito per proteggere un'icona sacra risalente all'812 che è attualmente esposta all'interno del monastero e che fu salvata dall'iconoclastia da una donna di Khoziva, villaggio in Terra santa; il monastero contiene molti manoscritti in pergamena eseguiti dal XI al XIII secolo.
Questo edificio è il principale esempio di architettura monacale di religione greco-ortodossa esistente nell'Egeo. La costruzione sorge solitaria, addossata alla scogliera che costituisce una delle pendici del monte Profeta Elia, 300 metri sopra il mare; in alcuni punti l'edificio è largo poco più di mezzo metro. Il monastero si è incredibilmente inserito nell'ambiente armonizzandosi con la natura: ne è un esempio il fatto che la cappella sia stata costruita all'interno di una fessura della roccia. La facciata, con gli spazi pieni prevalenti rispetto ai vuoti delle piccole finestre asimmetriche, ha ispirato architetti, ingegneri e artisti di cui l'esempio più evidente è rappresentato dalle pareti laterali e dalle aperture della Cappella di Notre-Dame du Haut a Ronchamp di Le Corbusier, uno dei primi visitatori (1916) del monastero dopo gli sconvolgimenti politici e militari della Grande Guerra. Nel 1989 nel monastero vivevano solo due monaci, ma, dopo i cambiamenti politici nell'Europa dell'Est, molti giovani monaci russi hanno deciso di stabilirsi ad Amorgos.
Dal 2012 un team di tre professionisti, Giovanni Perotti (architetto e scrittore), Giorgio Martino (esploratore e architetto) e Dimitris Pikionis (architetto) stanno lavorando per l'inserimento del monastero di Panagia Hozoviotissa nel Patrimonio dell'UNESCO quale 18° sito per la Grecia.

## Antiche poleis
- Arcesine